# Let’s Get Loud (Konzert)
Das Let’s Get Loud Konzert der amerikanischen Sängerin Jennifer Lopez bestand aus zwei Veranstaltungen, die der Promotion ihres Erfolgsalbums J.Lo dienten und in San Juan, Puerto Rico im Roberto Clemente Coliseum am 22. und 23. September 2001 stattfanden.

## Hintergrund
Im Mai 2001 gab Lopez bekannt, dass sie eine Konzert-Special für NBC drehen wolle. Nach ihren Auftritt bei den Video Music Awards 2001, gab Lopez bekannt, dass sie zwei Konzerte in Puerto Rico gibt. Sie sagte, „[…]Puerto Rico ist meine Heimat, dort habe ich meine Wurzeln, dort lebt meine Familie. Ich wurde in New York City geboren, aber ich wurde sehr puerto-ricanisch erzogen. Es ist meine Heimat. Dort meine ersten Konzerte zu geben, ist ein wunderschönes Gefühl.“
Die Konzerte stellen seit ihren musikalischen Durchbruch im Jahre 1999 Lopez’ erste Bühnenerfahrung dar.
Die Konzepte für die Shows wurden vom früheren Ehemann von Lopez, Cris Judd, erstellt. Er arbeitete auch als Choreograph zusammen mit Eddie Garcia and Liz Imperio. Paul Pesco fungierte als Musikdirektor.
Nach den Auftritten gab Lopez bekannt, 2002 eine Welttournee starten zu wollen, aber aus unerfindlichen Gründen kam es nicht dazu.

## Titelreihenfolge
1. Let’s Get Loud
2. Ain’t It Funny
3. Cariño
4. Play
5. Feelin’ So Good
6. Medley
  1. Secretly (enthält Elemente von Dreaming of You)
  2. Theme from Mahogany (Do You Know Where You're Going To)
7. I Could Fall in Love
8. Si Ya Se Acabó
9. Medley:
  1. Waiting for Tonight (Hex’s Momentous Club Mix)
  2. Una Noche Más
  3. Walking on Sunshine
  4. Waiting for Tonight (Reprise)
10. If You Had My Love
11. Love Don’t Cost a Thing

Zugabe
1. Plenarriqueña"

## DVD
Die Konzerte wurden aufgenommen und erschienen auf der Let’s Get Loud-DVD, die außerdem noch einen 20-minütigen Dokumentarfilm über die Konzerte enthielt. Die DVD hat eine Gesamtlaufzeit von 1 Stunde 40 Minuten.